# イガホオズキ

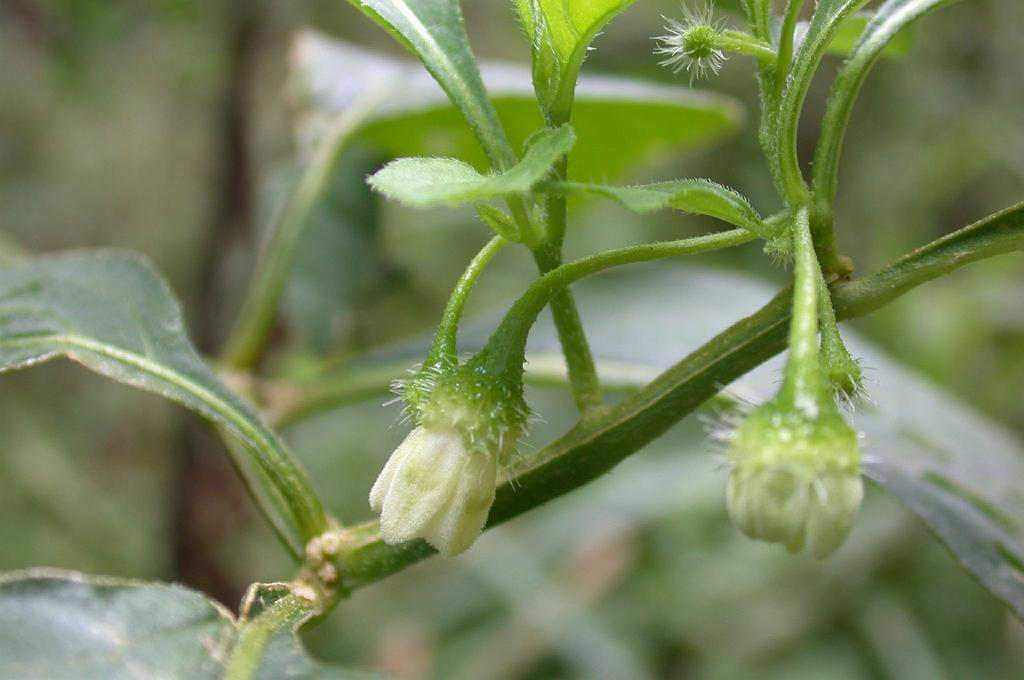
蕾・萼に毛が見える

イガホオズキ（刺酸漿、毬酸漿、学名：Physaliastrum echinatum (Yatabe) Makino）は、ナス科の草本。ホオズキのように萼が果実を包むが、その表面に多数の突起がある。

## 特徴
柔らかな多年生の草本。茎は立ち上がって高さ50-70cmになる。茎は叉状に分枝し、全体にまばらに軟毛がある。葉質は膜質。葉は卵形から広卵形で先は急に狭まって尖り、基部も急に狭まり、2-4cmの葉柄になる。葉の縁は滑らか。葉身は長さ4-13cm、幅3-10cm。葉は互生だが、1つの節から2枚が出る。
花期は6-8月。葉腋から1-4個の花を出す。花茎は細く、開花時で1-1.5cmで垂れ下がり、果実の時期には1.5-2.5cmに伸びる。萼は開花期には短い鐘形で浅く5裂し、外側には短い太い毛が密生する。花冠は黄白色で広い鐘形、径5mm、先端はごく浅く5裂し、外面に短い毛が多く、下側には長い毛が多数ある。果実は液果で、ぶら下がって熟すと白くなり、径1cmほど。萼は果実に合わせて膨らみ、表面に接して包み込み、先端部に口が開く。萼の表面にはまばらに針状の突起が並ぶが、これは花時には萼表面の短毛だったものが発達したものである。果実が熟すと、その先端が萼の先端の口から見えるようになる。

## 分布と生育環境
北海道から九州に分布し、国外では朝鮮と中国北部及び東北地方に知られる。日本では山地の林縁や木陰に生える。

## 類似のものなど
イガホオズキ属には東アジアに4種があり、日本には本種ともう1種、アオホオズキ P. japonicum がある。やはり萼は果実を包んで伸びるが、その形は壺型で、表面に突起は少ない。また、果実が萼の先端から見えることもない。ホオズキ属 Pjysalis のものは果実を包む萼がより大きく膨らみ、果実を緩く包む点で異なる。

## 利用
牧野(1961)には子供が果実を食べることがある旨の記述があるが、他では見ていない。